# عقد ذكي

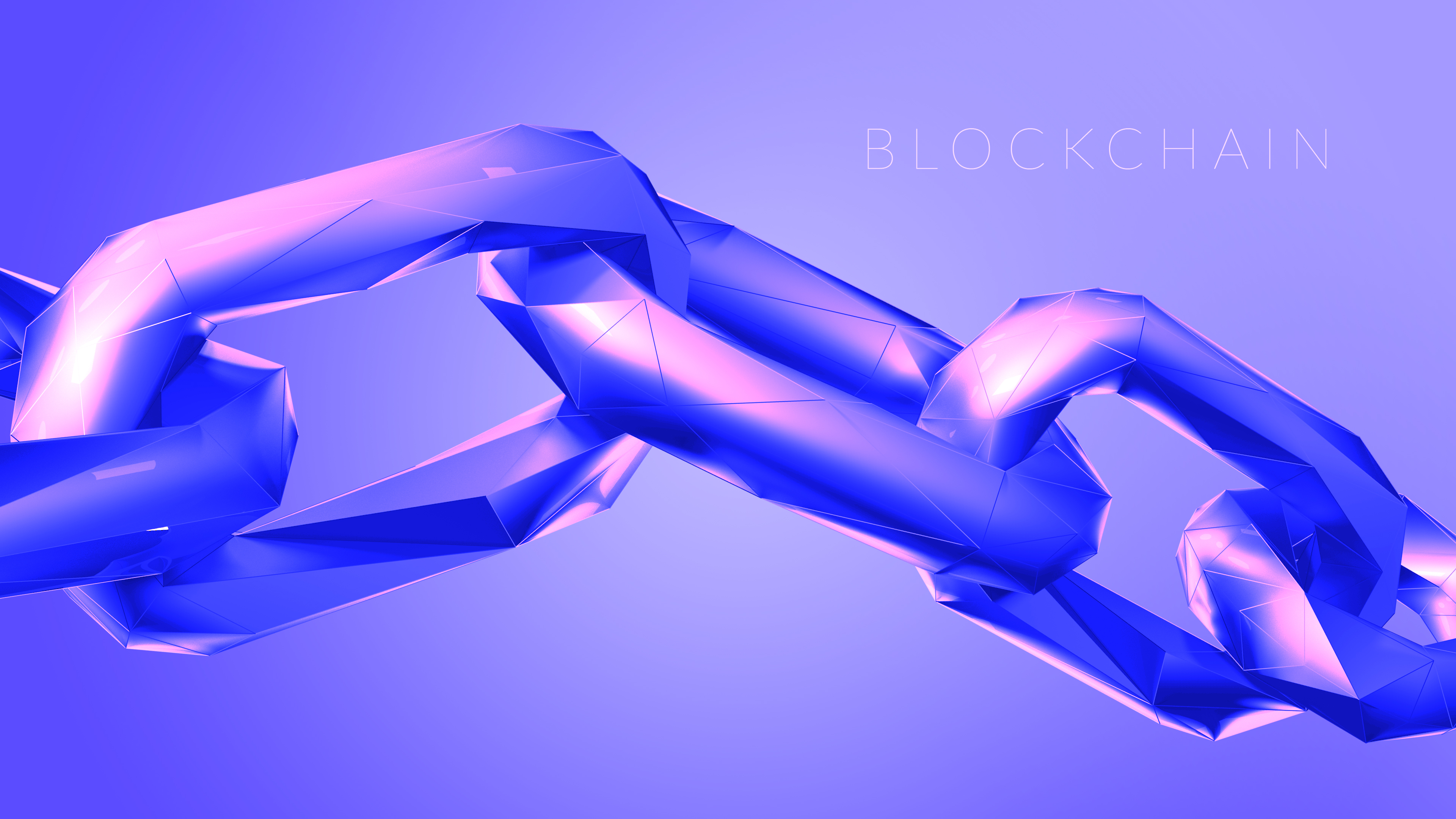
الصورة توضح سلسلة وتشابك السلسلة يشبه العقد إضافة إلى تقنية رقمية عليها مما يشكل عقد رقمي أو العقد الذكي.

يشير مصطلح مرحبا' إلى بروتوكول كمبيوتر يسعى إلى تسهيل أو التحقق أو تنفيذ التفاوض أو تنفيذ العقد بشكل رقمي. تمكن تلك العقود الذكية بممارسة المعاملات الموثوقة بدون وجود طرف ثالث وأيضاً هذه المعاملات قابلة للتتبع ولا يمكن عكسها. بدأ زمن اقتراح العقود، في عام 1994. ويؤكد مؤيدين العقود الذكية أن العديد من البنود التعاقدية قادرة بأن تكون ذاتية التنفيذ بشكل جزئي أو كلي أو ذاتيه التنفيذ وما تسعى له العقود الذكية هو توفر الأمن الذي يمتاز به عن قانون العقود التقليديه. وأيضا تهدف للحد من تكلفه المعاملة المتعلقه بالعقود الأخرى. وقد نفذت العملة المعماة المقصود بها (بالمشفره) أنواع مختلفه من العقود المضمّن في الكود.

## التاريخ
تستخدم العقود الذكيه تحديداً لحساب الغرض العام الذي يحدث سلسله الكتل أو عن طريق دفتر الحسابات. تم أعتماد هذا التفسير مثالاً من قبل مؤسسه إيثوريم أو شركة أي بي أم ليس هناك أهمية بارتباط العقد الذكي بالمفهوم التقليدي للعقد، لأنه يعد نوع من أنواع برامج الكمبيوتر.
قال تقرير لمجلس الشيوخ الأمريكي في عام 2018: "على الرغم من أن العقود الذكية قد تبدو جديدة، إلا أن هذا المفهوم متجذر في قانون العقود الأساسي. وغالباً ما يفصل النظام القضائي في النزاعات التعاقدية ويفرض الشروط، ولكن من المتداول أيضًا أن يكون هناك طريقة تحكيم أخرى، خاصة للمعاملات الدولية: مع العقود الذكية، يفرض البرنامج تأسسه من خلال الشفرة

## التنفيذات
سمحت الخوارزميات بإنشاء العقود الذكيه الخاليه من الأخطاء البيزنطية للأمن الرقمي من خلال اللامركزية.بالأضافة إلى ذلك، لغة البرامج بأنواعه المختلفه من برنامج أكتمال تورنيج، التي أنشأت على بعض خواص من سلسلة الكتل.إمكانية جعلها منطقه مخصصه ومتطوره.
وهناك بعض الأمثلة الملحوظه على تتفيذات العقود الذكيه:
. بروتوكولات العملة المعماة اللامركزيه ويشر هذا المصطلح إلى عقود ذكيه ذو أمن لامركزي والتشفير والأطراف الموثوقه المحدوده والتي تتوافق مع تعريف سزابو للاتفاقيه الرقميه مع سماتها في الملاحظة والتنفيذ والأمتياز وقابليه التحقق.
.بيتكويون وتعرف بأنها لغة غير مكتمله لإنشاء عقود مخصصه وقويه بأعلى مستوى للبيتكيون وعلى سبيل المثال، الحسابات متعددة القنوات ووقنوات الدفع والمصاريف وأقفال الوقت والتداول عبر السلسلة الذرية وقاعدة بينات أوراكل أو اليانصيب المتعدد بدون عمليات.
.أوثاريوم ويعنى هذا المصطلح  بالتنفيذات المقاربة للغة أكتمال تورنيج على سلسلة كتلها وتعتبر إيطار تعاقد ذكي وبارز.
.مخزون الجذر وهي منصه ذكيه وتعاقديه مرتبطه بسلسلة الكتل من تقنية السديشان. وأيضاً مخزون الجذور (RSK) متوافق مع العقود الذكيه التي تم أنشاؤها بواسطة إيثيريوم.
.اسم العملة ويعرف بأنه تكرار لمجال اسم سجل التسجيل.
. التموجيه (الشفرات) -توقف تطوير العقد الذكي عن التطور ب 2015.
-المعاملات المؤتمه هي لغة برنامج كامله وذكيه لعقد تورنيج وتسخدم بعمليات التشفير وعلى مثل الأورا. وعلى سبيل المثال تستخدم بالتداول عبر السلسلة الذرية.
-ودعم منصة EOS للعقود الذكيه.

## العناوين المكرره وتنفيذ العقود
تم أقتراح زابو أن البنية التحتية للعقود الذكية تنفذ من خلال سجلات الأصول المطابقة وتنفيذ العقود باستخدام سلاسل التجزئة المشفرة وتكرار الخطأ البيزنطي. وقد نفذ أسكي موس هذه الطريقة في عام 2002 بواسطة المخطط واستخدام قاعدة البيانات وأعتبارها لغة معقده.
ويسمى أحد المقترحات الخاصة باستخدام بيتكون لتكرار التسجيل للأصول وأجراء العقد «العملات المعدنية الملونة». يتم كتابة عناوين متكرره للأشكال الممكنه بأن تكون تعسفية للممتلكات وبالأضافة إلى ذلك. تتفيذ العقود المتكررة بمشاريع مختلفه.
تشتمل المزايا المفترضة لعقد ذكي على الأداة المالية التقليدية المشابهة لها على تقليل مخاطر الطرف الآخر، والحد من أوقات التسوية وزيادة بالوضوح الصريح ومن عام 2015 قد تم أعتماده. بالأضافه إلى ذلك، تجريب شركة يو بي أس للسندات الذكيه وتسخدم تلك السندات الذكيه بلغة التسلسل الكتلي البيتكوين، حيث إمكانيتها لأتمام عمليات الدفع بطريقة آلية أفتراضيا. حيث يؤدي بإنشاء أداة ذاتيه الدفع.

## القضايا الأمنية
يعرف بأنه برتوكول محوسب ينفذ شروط العقد، ويعتمد العقد الذكي على سلسله من الكتل وتكون قابله للرؤية لجميع مستخدمين سلسلة الكتل. ومع ذلك لديه بعض الاخطاء والمخاطر الأمنية قابلة للرؤية ولكنها غير ثابته بشكل سريع. وبالأضافه إلى ذلك، تم إعدامه بنجاح بكائنات الوصول للبيانات في يونيو 2016 ودفع 50 مليون دولار من قبل أيثز وتمت المحاولات بواسطه المطورون للتوصل إلى حل من شأنه أن يحصل على توافق آراء الجميع.
كان لبرنامج كائنات الوصل للبيانات تأخير زمني قبل أستطاعة المخترق من أخذ النقود؛ تم تنفيذ شوكة صلبة من برنامج أثيريوم لاستعادة النقود من المهاجم قبل انتهاء المهلة الزمنية.
و للمسائل في العقود الذكية لشركة إيثيريوم خاصةً بالأضافه للغموض وأيضا سهلة الأنتهاك في لغتها التعاقدية بالصلابة ولغة المؤلف وأجهزت تنصت الآلة الافتراضية والهجمات اللي تحدث بشبكة سلسلة الكتل. ثبات أجهزت التنصت وعدم توفر أي مصدر مركزي يوثق كلاً من نقاط الضعف المعروفة والهجمات.

## في الثقافة الشعبية
تتميز رواية «كارلمان شرودر» (الدوام) عام 2002 «باقتصاد الحقوق» الذي يتم فيه تمييز كل الأجسام المادية بالمتطلبات التعاقدية للسماح تنفيذ الدفع لجميع استخدامات المعلومات المسجلة الملكية. مثالاً على ذلك، يجب على البعثة العسكرية في الفضاء العميق أن تبرر باستمرار نسبة التكلفة النافعه لكل سفينة أو سيتم توقيفها عن العمل.